# Hiro H2H
L'Hiro H2H, indicato anche come Idrovolante per la Marina Tipo 89 (八九式飛行艇?) in base alle convenzioni allora vigenti, fu un idrovolante a scafo centrale, bimotore biplano, sviluppato in Giappone dall'ufficio tecnico dell'Undicesimo arsenale tecnico aeronavale di Hiro nei tardi anni venti, e prodotto, oltre che negli stabilimenti del progettista, anche su licenza dalla Aichi Kōkūki KK.
Introdotto nel 1932, venne impiegato nel ruolo di idropattugliatore marittimo dalla Dai-Nippon Teikoku Kaigun Kōkū Hombu, la componente aerea della Marina imperiale giapponese, nel periodo interbellico.

## Storia del progetto
Nel 1929 la marina imperiale decise di acquistare un esemplare di Supermarine Southampton II, la versione con scafo rivestito in duralluminio, il quale, dopo una prima valutazione, venne inviato all'Arsenale di Hiro, già responsabile della progettazione dell'Hiro H1H a scafo ligneo derivato dal Felixstowe F.5, invitando il suo reparto tecnico a studiare la tecnologia utilizzata per ricoprire di metallo la struttura dello scafo. I rilevamenti fatti dai tecnici giapponesi vennero riutilizzati nel progetto di un nuovo modello che sarebbe risultato alla fine molto simile allo stesso Southampton.
Il progetto era infatti relativo ad un idrovolante con scafo interamente metallico, bimotore, dalla velatura biplana, con piani alari e dell'impennaggio anch'essi in struttura metallica ricoperti da tela trattata. Per la sua propulsione vennero scelti due motori Hiro Type 14, dei 12 cilindri a W raffreddati a liquido di derivazione Napier Lion.
Il primo prototipo venne completato nel 1930, quindi dopo le prove di valutazione ritenute positive, avviato alla produzione in serie con un lotto di 13 esemplari assegnati agli stabilimenti di Hiro e altri 4 commissionati alla Aichi Kōkūki. In seguito gli esemplari vennero equipaggiati con i più potenti Hiro Type 90 da 600-750 hp (448-560 kW).

## Impiego operativo
Il modello entrò in servizio nel 1932 con la designazione ufficiale (lunga) "Idrovolante per la Marina Tipo 89", o secondo altra convenzione, H2H1. A disposizione dei reparti già al tempo della guerra di Shanghai del 1932, affiancarono gli H1H in prima linea fino ai primi anni della seconda guerra sino-giapponese.

## Utilizzatori
Giappone
- Dai-Nippon Teikoku Kaigun Kōkū Hombu